# Gare de Hussigny-Godbrange
La gare de Hussigny-Godbrange est une gare ferroviaire française de la ligne de Longwy à Villerupt-Micheville, située sur le territoire de la commune de Hussigny-Godbrange dans le département de Meurthe-et-Moselle en région Grand Est.
Mise en service en 1878 elle est fermée et déclassée au XXe siècle comme les lignes qui assuraient sa desserte.

## Situation ferroviaire
Établie à 358 mètres d'altitude, l'ancienne gare de bifurcation de Hussigny-Godbrange est située au point kilométrique (PK) 253,78x de la ligne de Longwy à Villerupt-Micheville, entre les gares de Saulnes et de Villerupt-Micheville, et l'aboutissement au PK 8,8xx de la ligne d'Audun-le-Tiche à Hussigny-Godbrange, après la gare de Rédange (Moselle). Toutes ces installations ferroviaires sont fermées et déclassées.

## Histoire
La gare de Hussigny-Godbrange est mise en service le 13 avril 1878, lors de l'ouverture de la ligne de Longwy à Villerupt-Micheville par la Compagnie des chemins de fer de l'Est.
Elle devient une gare de bifurcation en 1917 lorsque les Allemands mettent en service le prolongement de Rédange à Hussigny-Godbrange de la ligne venant d'Audun-le-Tiche, alors situé en Alsace-Lorraine. Cette section sera finalement déclassée par la SNCF 27 juillet 1969.
La ligne de Longwy à Villerupt-Micheville perd ses trains de voyageurs le 15 mai 1939. La section d'Hussigny-Godbrange à Villerupt-Micheville ferme aux marchandises le 1er octobre 1978 et celle de Saulnes à Hussigny-Godbrange le 30 septembre 1985.

## Patrimoine ferroviaire
Le bâtiment voyageurs est reconverti en habitation et l'ancienne halle à marchandises est également présente sur le site.